# Ronde van Frankrijk 2022/Dertiende etappe
De dertiende etappe van de Ronde van Frankrijk 2022 werd verreden op 15 juli met start in Bourg d'Oisans en finish in Saint-Étienne. Het betrof een heuvelrit over 193 kilometer.

## Koersverloop
Een kopgroep van 6 man ontstond met daarbij Mads Pedersen (wielrenner), Fred Wright, Hugo Houle, Stefan Küng, Matteo Jorgenson en Filippo Ganna. Ze kregen enkele minuten. Door een val van Caleb Ewan en Fabio Jakobsen die moest lossen op de heuvels had het peloton nog maar halve kracht beschikbaar. Hierdoor kregen ze het gat niet meer dicht en mochten de 6 heren voorop strijden voor de dagzege. Met 12 kilometer te gaan plaatste Pedersen een aanval, Wright en Houle konden volgen. Deze drie bleven weg en gingen sprinten om de overwinning. Pedersen zette de sprint in met 300m tot de streep en de Deen won tamelijk eenvoudig de sprint. Wright legde beslag op de 2e plaats, Houle complementeerde de top 3. Küng won de sprint in de groep met de andere 3 vluchters, Wout van Aert won de pelotonsprint. De gele trui van Jonas Vingegaard kwam geen moment in gevaar. 

## Uitslag
| Bourg d'Oisans – Saint-Étienne (193 km) |                   |                                    |          |
| Plaats                                  | Naam              | Ploeg                              | Tijd     |
| 1                                       | Mads Pedersen     | Trek-Segafredo                     | 4h13'03" |
| 2                                       | Fred Wright       | Bahrain-Victorious                 | z.t.     |
| 3                                       | Hugo Houle        | Israel-Premier Tech                | z.t.     |
| 4                                       | Stefan Küng       | Groupama-FDJ                       | +30"     |
| 5                                       | Matteo Jorgenson  | Movistar Team                      | z.t.     |
| 6                                       | Filippo Ganna     | INEOS Grenadiers                   | +32"     |
| 7                                       | Wout van Aert     | Team Jumbo-Visma                   | +5'45"   |
| 8                                       | Florian Senechal  | Quick Step-Alpha Vinyl             | z.t.     |
| 9                                       | Luca Mozzato      | B&B Hotels - KTM                   | z.t.     |
| 10                                      | Andrea Pasqualon  | Intermarché-Wanty-Gobert Matériaux | z.t.     |
|                                         |                   |                                    |          |
| 34                                      | Steven Kruijswijk | Team Jumbo-Visma                   | z.t.     |

| Algemeen klassement |      |       |      |
| Plaats              | Naam | Ploeg | Tijd |
| Gele trui           |      |       |      |
| 2                   |      |       |      |
| 3                   |      |       |      |

## Opgaves
- Warren Barguil (Arkéa-Samsic): Niet gestart wegens coronabesmetting [1]
- Victor Lafay (Cofidis): Opgave tijdens de rit

1e etappe ·
2e etappe ·
3e etappe ·
4e etappe ·
5e etappe ·
6e etappe ·
7e etappe ·
8e etappe ·
9e etappe ·
10e etappe ·
11e etappe ·
12e etappe ·
13e etappe ·
14e etappe ·
15e etappe ·
16e etappe ·
17e etappe ·
18e etappe ·
19e etappe ·
20e etappe ·
21e etappe
Startlijst · Eindstanden · Afbeeldingen